# Kim Won-jun (Eishockeyspieler)
Kim Won-jun (* 4. Mai 1991 in Seoul) ist ein südkoreanischer Eishockeyspieler, der seit 2014 bei Anyang Halla in der Asia League Ice Hockey unter Vertrag steht.

## Karriere
Kim Won-jun begann seine Karriere als Eishockeyspieler in der Mannschaft der Kwangwoon Junior Highschool. Als 15-Jähriger wechselte er nach Finnland, wo er zunächst vier Jahre in den verschiedenen Nachwuchsmannschaften von Tampereen Ilves und dann ein Jahr in der U20 von Jokerit spielte. 2011 kehrte er nach Südkorea zurück und stand zwei Jahre für das Team der Yonsei-Universität auf dem Eis. Anschließend spielte er eine weitere Saison in Finnland, diesmal bei Kiekko-Vantaa in der Mestis, der zweithöchsten Spielklasse des Landes. Seit 2014 spielt er bei Anyang Halla in der Asia League Ice Hockey. Mit seiner Mannschaft konnte er 2015 zwar die Hauptrunde der Asia League für sich entscheiden. Das Playoff-Finale wurde dann jedoch glatt mit drei Niederlagen gegen die Tōhoku Free Blades aus Japan verloren. 2016, 2017, 2018 und 2023 gewann er mit seiner Mannschaft dann die Asia League.

### International
Für Südkorea nahm Kim Won-jun bereits an der U20-Weltmeisterschaft 2011 in der Division II teil. Sein Debüt in der Herren-Auswahl des ostasiatischen Landes gab er aber erst bei der Weltmeisterschaft 2015, als er als Topscorer unter den Defensivspielern maßgeblich zum Aufstieg seiner Mannschaft aus der B- in die A-Gruppe der Division I beitrug. In der A-Gruppe spielte er sodann bei den Weltmeisterschaften 2016 und 2017, als der erstmalige Aufstieg in die Top-Division gelang. Dort spielte er dann bei der Weltmeisterschaft 2018. Nach dem sofortigen Wiederabstieg stand er bei den Weltmeisterschaften 2019 und 2022, als er in das All-Star-Team des Turniers gewählt wurde, erneut in der Division I auf dem Eis.
Bei den Winter-Asienspielen 2017 belegte er mit den Südkoreanern Platz zwei hinter Kasachstan. Zudem vertrat er seine Farben bei den Olympischen Winterspielen 2018 im eigenen Land.

## Erfolge und Auszeichnungen
- 2015 Aufstieg in die Division I, Gruppe A, bei der Weltmeisterschaft der Division I, Gruppe B
- 2016 Gewinn der Asia League Ice Hockey mit Anyang Halla
- 2017 Gewinn der Asia League Ice Hockey mit Anyang Halla
- 2017 Silbermedaille bei den Winter-Asienspielen
- 2017 Aufstieg in die Top-Division bei der Weltmeisterschaft der Division I, Gruppe A
- 2018 Gewinn der Asia League Ice Hockey mit Anyang Halla
- 2022 All-Star-Team bei der Weltmeisterschaft der Division I, Gruppe A
- 2023 Gewinn der Asia League Ice Hockey mit Anyang Halla

## Asia-League-Statistik
(Stand: Ende der Saison 2022/23)